# معركة جربة
معركة جربة هي معركة بحرية وقعت بين 9 و14 مايو 1560 م قرب السواحل التونسية، قبالة جزيرة جربة، حيث تحارب أسطول الدولة العثمانية، بقيادة بياله باشا ودرغوث باشا مع أسطول أوروبي تألف أساسًا من سفن إسبانية ونابولية وصقلية ومالطية.

## الخلفية التاريخية
منذ هزيمة معركة بروزة عام 1538 م ضد الأسطول العثماني بقيادة خير الدين بربروس والبعثة الخائبة على الجزائر التي قادها الإمبراطور شارل الخامس عام 1541 م، شعرت القوى البحرية الأوروبية الكبرى في البحر الأبيض المتوسط، وهي إسبانيا وجمهورية البندقية، بأنها مهددة بشكل متزايد من قبل العثمانيين والمجاهدين البحريين الشمال أفريقيين. وتفاقم هذا الخطر عندما استولى بيالي باشا على جزر البليار عام 1558 م وقام بمعية درغوث باشا بغارات على السواحل المتوسطية الإسبانية. قرر الملك الإسباني فيليب الثاني الرد على ذلك، فدعا البابا بولس الرابع وحلفاءه الأوروبيين لاستعادة مدينة طرابلس، التي كانت بحوزة فرسان القديس يوحنا حتى أغسطس 1551 م، عندما استولى عليها درغوث باشا، وهو الإنجاز الذي جعل السلطان العثماني سليمان القانوني يمنحه لقب باي طرابلس.

## القوات
كتب المؤرخ ويليام بريسكوت أن المصادر التي وصفت المعركة هي متناقضة لدرجة أنه يتحدى أي قارئ إلى التوفيق بينها.

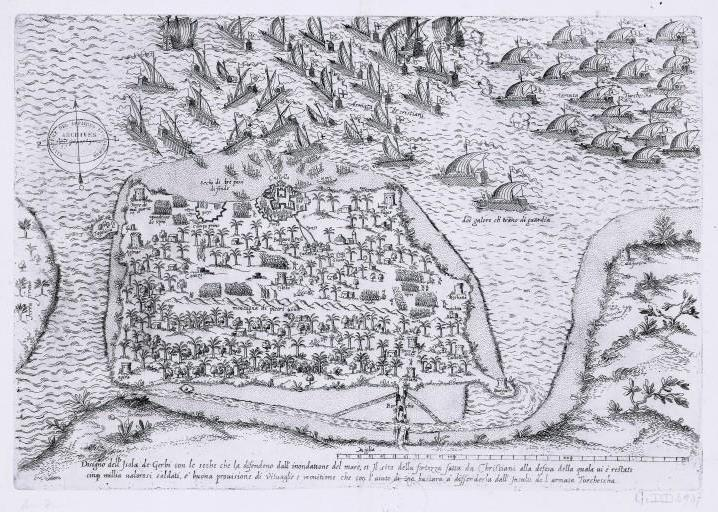
خريطة جربة أثناء معركة جربة عام 1560

سمح الملك فيليب الثاني، عام 1559، لفرسان مالطة ولوالي نابولي شن حملة ضد طرابلس وجزيرة جربة. ويعتقد معظم المؤرخين المشهورين أن الأسطول، الذي قامت القوى المسيحية بتجميعه، كان قد ضم حوالي 50 إلى 60 قادسًا و40 إلى 60 سفينةً صغيرةً. وعلاوة على ذلك، أكد جياكومو بوسيو، وهو المؤرخ
الرسمي لفرسان مالطة أن الأسطول كان قد ضم 54 قادسًا. كما ذكر فرناند بروديل أنها 54 سفينة حربية إضافة إلى 36 سفينة نقل.
سرد كرمل تيستا أدق تعداد، حيث أنه تمكن من النفوذ إلى سجلات فرسان مالطة. فذكر أن الأسطول كان قد ضم 54 قادسًا و7 بارجات و17 فرقاطة وغليونَيْن و28 سفينة تجارية و12 سفينة صغيرة. وكانت هذه السفن مقدمة من قبل التحالف، الذي تألف من جنوة ونابولي وصقلية وفلورنسا والولايات البابوية وفرسان مالطة.
وكان الأسطول قد تجمع في مسينة بقيادة جيوفاني أندريا دوريا، وهو ابن أخ أمير البحر الجنوي أندريا دوريا. ثم أبحر نحو مالطة، حيث أجبر على البقاء هناك مدة شهرين لسوء الأحوال الجوية. وخلال ذلك الوقت، مات حوالي 2000 رجلاً بسبب أمراض مختلفة. وفي 10 فبراير 1560، توجه الأسطول نحو طرابلس. لا يُعرف العدد الصحيح للجنود الذين كانوا على متن السفن. يقدم بروديل رقم 10.000 إلى 12.000، ويقدم تيستا رقم 14.000، في حين تقدم المصادر القديمة أرقام تتجاوز 20.000. ومن الواضح أن الأرقام الأخيرة مبالغ فيها، نظرًا لعدد الرجال الذين يمكن حملهم على متن السفن في القرن السادس عشر الميلادي.

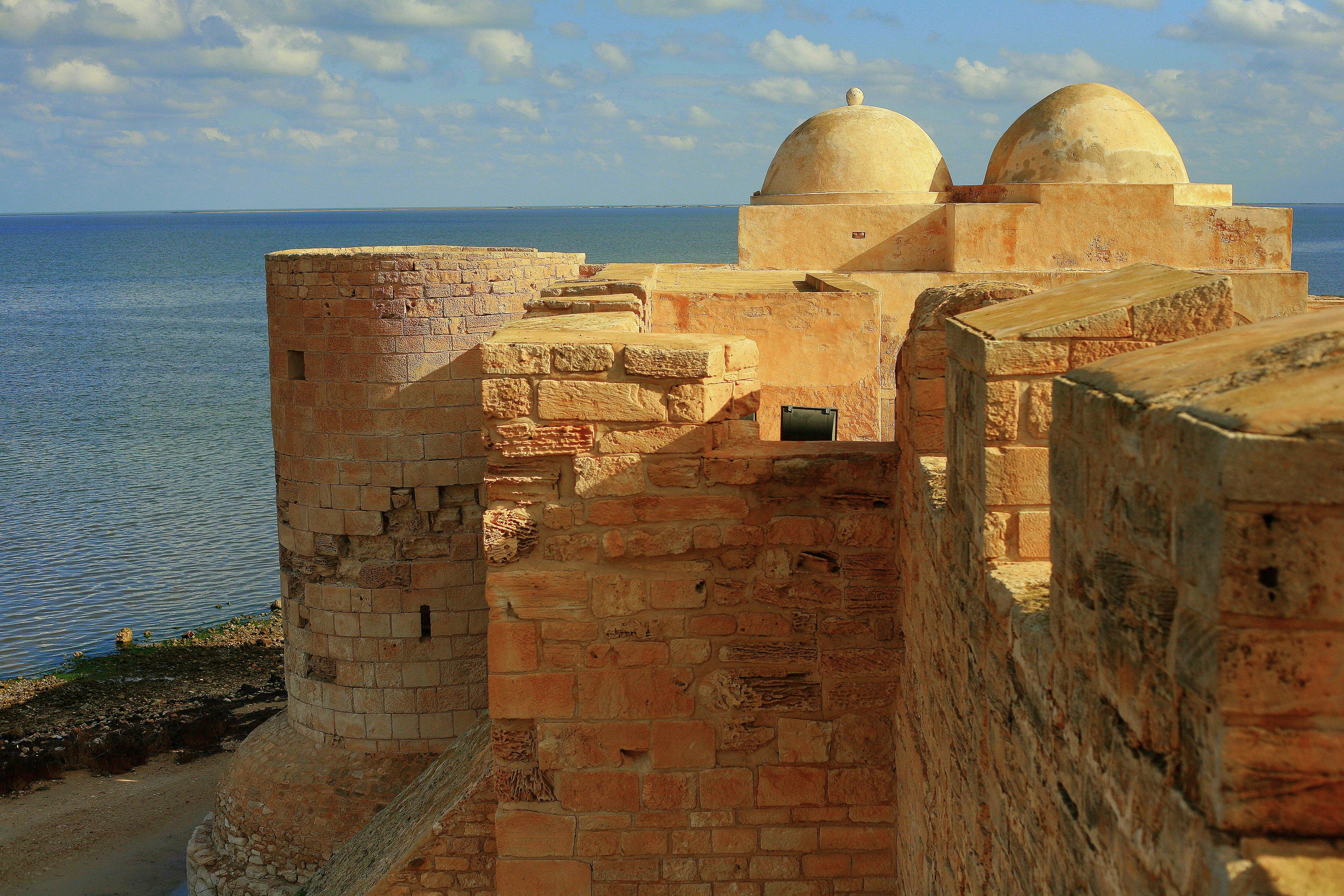
جانب من الحصن الذي أمر ببناه نائب ملك ودوق مدينة سالم، خوان دي لا سيردا، عام 1560 م

وعلى الرغم من أن الحملة أنزلت غير بعيدة عن طرابلس، فإن الافتقار إلى المياه والمرض والعاصفة الهوجاء أجبروهم على التخلي عن هدفهم الأصلي، وفي 7 مارس توجهوا نحو جزيرة جربة، التي اجتاحوها بسرعة. أمر نائب ملك صقلية ودوق مدينة سالم، خوان دي لا سيردا، ببناء حصن في الجزيرة. وفي ذلك الوقت، اتجه أسطول عثماني، متكون من حوالي 86 قادسًا وغليونًا، بقيادة أمير البحر العثماني بيالي باشا، من القسطنطينية نحو جزيرة جربة. وصل هذا الأسطول بغتةً إلى جربة في 11 مايو 1560، وهو ما لم تكن تلك القوى المسيحية تحسب له حسابًا.

## المعركة

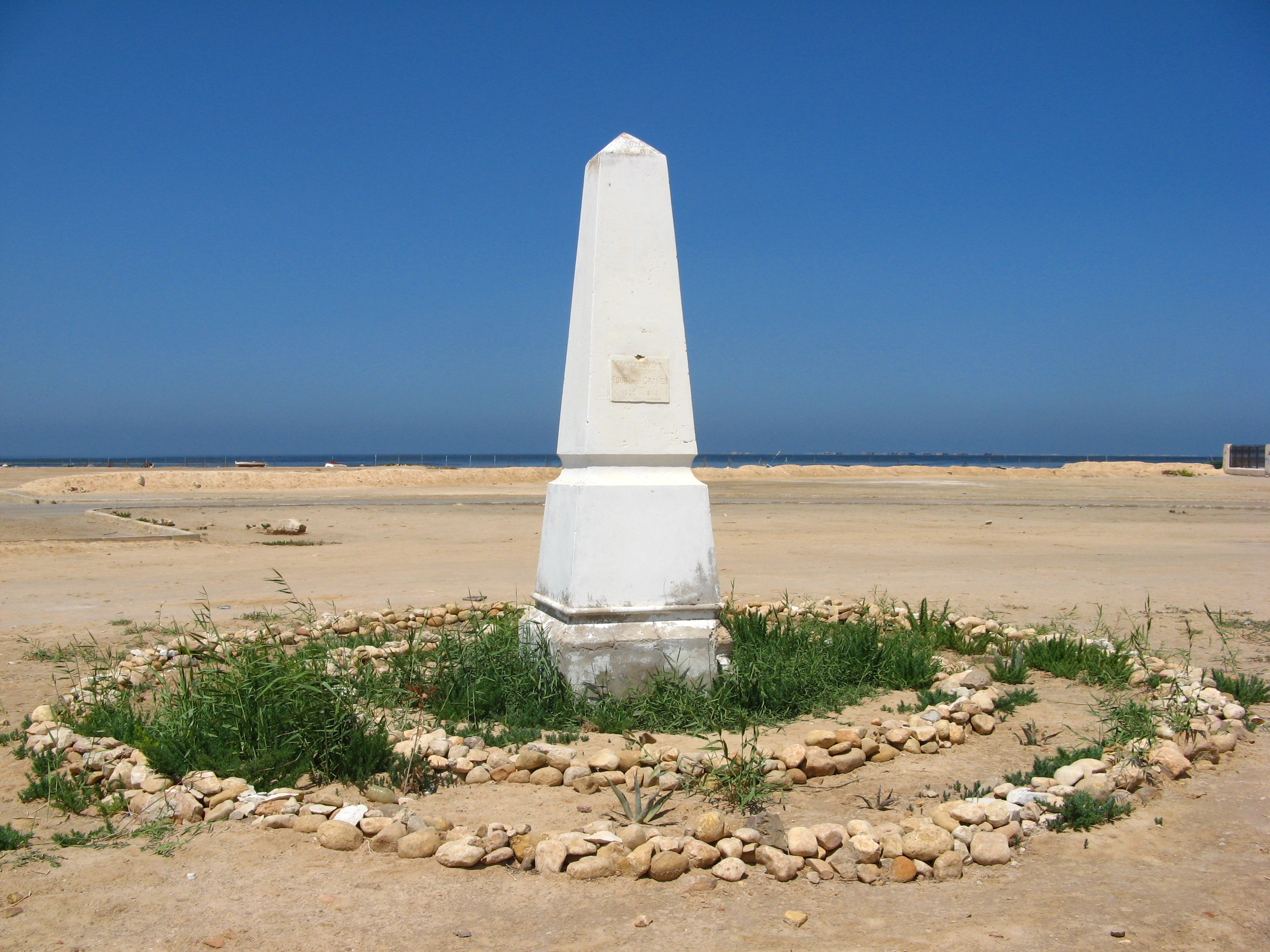
برج تذكاري بُني في موقع برج الجماجم أمام الحصن الإسباني بحومة السوق بجربة

حُسمت المعركة في غضون ساعات، حيث كان حوالي نصف القوادس المسيحية قد قُبض عليها أو قد غرقت. يبلغ العدد الإجمالي للخسائر المسيحية 18.000 حسب أندرسون، في حين يبلغ هذا العدد حسب غيلمارتن نحو 9.000، حيث أن حوالي الثلثين منهم كانوا من المجدفين.

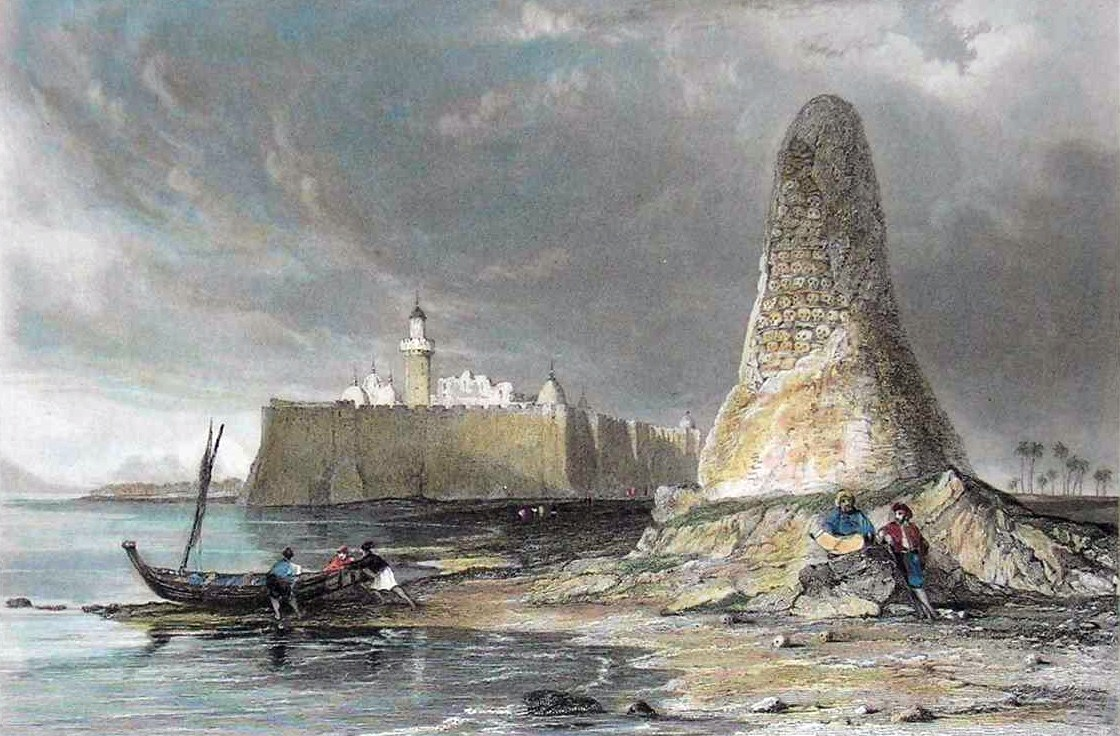
برج الجماجم أمام الحصن الإسباني (رسم توماس ألوم عام 1841)

التجأ الجنود الناجون إلى الحصن، الذي كان قد اكتمل بناؤه قبل بضعة أيام. وسرعان ما تعرض هؤلاء لهجوم من قبل القوات المشتركة لبيالي باشا ودرغوث باشا (الذي كان قد انضم لبيالي باشا في اليوم الثالث)، غير أن ذلك لم يكن قبل أن يتمكن جيوفاني أندريا دوريا من الفرار في زورق صغير. بعد حصار دام ثلاثة أشهر، استسلمت الحامية، وحمل بيالي باشا، حسب المؤرخ بوسيو، حوالي 5.000 سجينًا إلى القسطنطينية، بمن فيهم القائد الإسباني ألفارو دي ساندي، الذي كان قد تولى قيادة القوات المسيحية بعد فرار دوريا. لا يمكن التعرف على ظروف الأيام الأخيرة للحامية المحاصَرة، ذلك أن جل المعلومات متناقضة. يروي أوجييه غيسلان دي بوسباك، السفير النمساوي إلى القسطنطينية، في كتابه رسائل تركية (باللاتينية: Turcicae epistolae)، معترفًا بعدم جدوى المقاومة المسلحة، أن دي ساندي حاول الفرار في زورق صغير، ولكن سرعان ما تم القبض عليه. في روايات أخرى، كرواية بروديل، قاد دي ساندي محاولة فرار في 29 يوليو، غير أنه تم القبض عليه ومن معه. تم الإفراج عن دي ساندي بعد بضع سنوات، بفضل جهود وساطة دي بوسباك. حارب بعد ذلك دي ساندي ضد العثمانيين في حصار مالطة عام 1565 م.
أقام درغوث باشا برجًا من الجماجم بلغ ارتفاعه 3 أمتار، عرف باسم برج الجماجم أو برج الرؤوس، تذكارًا للمعركة. دُمر هذا البرج عام 1848 بأمر من باي تونس، أحمد باي الأول، بناء على طلب من وزير الشؤون الخارجية الإسبانية، وبني مكانه برج من الحجر.

## النتائج
مثل الانتصار في معركة جربة ذروة الهيمنة البحرية العثمانية في البحر الأبيض المتوسط، وهي التي كانت تنمو منذ انتصارهم في معركة بروزة قبل 22 سنة. حاصر العثمانيون بعد ذلك القاعدة الجديدة لفرسان القديس يوحنا في مالطة عام 1565 م (بعد أن طردوهم من رودس عام 1522 م)، لكنهم خسروا هذه المرة. واصل العثمانيون بعد ذلك نجاحاتهم إلى أن دُمّر أسطولهم في معركة ليبانتو عام 1571 م، عندها انهارت أسطورة الغلبة البحرية العثمانية. ولكن تمكنوا من إعادة بناء اسطولهم في أقل من عام، واستردوا تونس من الإسبان وأتباعهم الحفصيين عام 1574 م. غير أن هيمنتهم على البحر الأبيض المتوسط أوشكت على النهاية.